# Saint-Martin-des-Champs (Senna e Marna)
Saint-Martin-des-Champs è un comune francese di 713 abitanti situato nel dipartimento di Senna e Marna nella regione dell'Île-de-France.

## Società

### Evoluzione demografica
Abitanti censiti